# 동인지 인쇄소
동인지 인쇄소(일본어: 同人誌印刷所 도진시 인사츠쇼[*])는 자비출판 전문 인쇄소이다. 주로 일본에서 활동하고 있다.

## 요약
동인지 인쇄소는 동인지라고 불리는 자비출판 잡지를 전문적으로 인쇄하고 제본하는 회사이다. 동인지는 일본에서 자비출판의 인기 매체이며, 주로 팬이 만든 만화이다. 동인지 인쇄소는 동인지뿐만 아니라 문구류, 스티커, 포스터, 머그잔 등 팬이 만든 상품도 인쇄한다. 이 회사들은 동인지 즉매회 조직에도 참여하며, 동인지의 내용 규정을 확립하고 시행하는 데 역할을 한다. 현재 일본에는 100개 이상의 동인지 인쇄소가 활동하고 있다.

## 역사
전문 동인지 인쇄소는 1970년대 후반에 등장했으며, 아마추어 작가들이 인쇄 서비스를 더 쉽게 이용하고 저렴하게 이용할 수 있도록 함으로써 동인지 문화 성장에 중요한 역할을 했다. 이들의 활동에는 고객들이 작품을 판매할 수 있는 동인지 즉매회 조직도 포함되었다. 1980년대 중반 동인지 문화의 붐과 동인 숍 및 동인지 즉매회와 같은 유통 채널 확대에 따라 동인지 인쇄소 수도 증가했으며 제공하는 서비스 종류도 다양화되었다. 1992년에는 약 52개의 동인지 인쇄소가 일본에서 운영되고 있었다. 2014년까지 이 수는 최소 두 배 이상 증가했다.
1994년에는 산업 협회인 일본 동인지 인쇄업 조합(日本同人誌印刷業組合, 니혼 도진시 인쇄교 쿠미아이)이 설립되었다. 이 협회는 24개의 회원사를 보유하고 있다.

## 작동 방식
동인 작가는 다른 동인지 인쇄소의 매뉴얼을 비교하여 회사의 가격 및 제출 절차를 상세히 확인하고 예산 및 출판 일정에 맞는 계획을 선택한다. 인쇄소와 배송일을 협의하고, 아날로그 형식의 원고는 우편으로, 디지털 형식의 원고는 인쇄소의 FTP 서버를 통해 보내고 필요한 결제를 진행한다. 동인지는 인쇄되어 배송된다. 작가가 다가오는 동인지 즉매회에서 동인지를 판매하고 싶어하는 경우, 완성된 동인지를 인쇄소에서 즉매회 장소로 직접 배송하는 것이 가능한 경우가 많다. 이 경우 동인 작가는 더 많은 비용을 지불하는 경우를 제외하고는 일반적으로 연장할 수 없는 엄격한 마감일까지 원고를 제출해야 한다. 일부 동인지 인쇄소는 작가의 동인지를 유통하기로 동의한 동인 숍으로도 배송한다.
동인지 인쇄소는 동인지 즉매회 및 동인 숍에서 전단지 및 때로는 전체 매뉴얼을 배포하고 많은 팬을 유치하는 웹사이트에 배너를 후원하여 광고한다. 일부 동인지 인쇄소는 여전히 동인지 즉매회를 조직하며, 많은 곳이 부스를 가지고 즉매회에 참가한다.

## 예시
동인지 인쇄소의 예시는 다음과 같다:
- 네코노싯포(ねこのしっぽ, 네코노싯포), 1997년 설립.[7]
- 오토모 인쇄소(大友出版印刷, 오토모 슛판 인쇄), 1972년 설립.[8]
- 타이요 출판(大陽出版, 타이요 슛판), 1981년 설립.[9]

## 대중 문화
- 만화 및 애니메이션 현시연에는 캐릭터들이 동인지 인쇄소에 대해 논하거나 교류하는 여러 장면이 있다.

## 같이 보기
- 동인
- 동인 음악
- 동인 소프트웨어